# Weak
Singles de SWV
I'm So Into You
(1993) Right Here (Human Nature Remix)
(1993)
Weak est une chanson du groupe américain SWV issue de leur premier album, It's About Time, et sortie en single le 6 mai 1993 sous le label RCA Records. La chanson a atteint la première place au Billboard Hot 100 et au Hot R&B/Hip-Hop Songs.

## Classements par pays
| Classement (1993)              | Meilleure position |
| ------------------------------ | ------------------ |
| Canada (RPM)                   | 42                 |
| Nouvelle-Zélande (RMNZ)        | 6                  |
| Royaume-Uni (UK Singles Chart) | 33                 |
| États-Unis (Hot 100)           | 1                  |
| États-Unis (R&B/Hip-Hop Songs) | 1                  |